# Donggobolo
Donggobolo is een bestuurslaag in het regentschap Bima van de provincie West-Nusa Tenggara, Indonesië. Donggobolo telt 1831 inwoners (volkstelling 2010).